# Франсіско Юніс
Франсіско Юніс (ісп. Francisco Yunis; нар. 12 серпня 1964) — колишній аргентинський тенісист.
Найвищу одиночну позицію світового рейтингу — 61 місце досяг 30 березня 1987, парну — 232 місце — 16 липня 1984 року.
Найвищим досягненням на турнірах Великого шолома було 3 коло в одиночному розряді.
Завершив кар'єру 1994 року.

## Фінали Гран-прі за кар'єру

### Парний розряд: 1 (0–1)
| Результат | W/L | Дата     | Турнір         | Покриття | Партнер          | Суперники                       | Рахунок  |
| --------- | --- | -------- | -------------- | -------- | ---------------- | ------------------------------- | -------- |
| Поразка   | 0–1 | Вер 1983 | Бордо, Франція | Ґрунт    | Хуан Карлос Юніс | Стефан Сімонссон Магнус Тідеман | 4–6, 2–6 |